# Immobilienökonomie
Die Immobilienökonomie ist ein interdisziplinärer Teil der Wirtschaftswissenschaften. Sie ist sowohl ein spezialisierter Bereich der Betriebswirtschaftslehre, der sich sowohl funktionell als auch institutionell mit den ökonomischen Aspekten von Immobilien und dem Immobilienmarkt auseinandersetzt. Im volkswirtschaftlichen Kontext befasst sich die Immobilienökonomie mit dem Verständnis der wirtschaftlichen Bedeutung der Immobilienwirtschaft, wobei ein investitionstheoretischer Ansatz genutzt wird, um den Wert einer Immobilie im Hinblick auf den Preis zu ermitteln, den der Markt für den von ihr gestifteten Nutzen honoriert. Die Immobilienökonomie erforscht den gesamten Lebenszyklus eines Bauwerks, von der Planung bis zur Vermarktung, und bietet ein Rahmenwerk für die Untersuchung von Immobilienmärkten und investitionen. Sie erforscht auch die volkswirtschaftliche Bedeutung der Immobilienwirtschaft und nutzt einen investitionstheoretischen Ansatz, um den Wert und die Bedeutung von Immobilien im wirtschaftlichen Kontext zu ermitteln. In Deutschland erlangte die Immobilienökonomie an Bedeutung, als die EBS Universität in den 1990er Jahren diesen Bereich in die akademische Lehre und Weiterbildung integrierte.

## Allgemeines
Der Begriff Immobilienökonomie wurde 1990 von Karl-Werner Schulte geprägt. Überträgt man betriebswirtschaftliche Grundsätze, so treten die Standortgebundenheit als Grund für die Heterogenität der zu den Gütern gehörenden Immobilien (Gewerbe- und Wohnimmobilien) und die deutlich längere Produktions- und Lebensdauer gegenüber anderen beweglichen Gütern hervor. Die in Baustellenfertigung und Einzelfertigung hergestellten Bauwerke besitzen keine Faktormobilität und können lediglich den Eigentümer wechseln. Die Einzelfertigung ist markttypisch ein Build-to-Order-Verfahren. Wegen des technischen Aufwands der Konstruktion, des komplexen Produktionsprozesses und vieler Unsicherheiten bei Grund und Boden kann es zu erheblichen Verzögerungen der vorgesehenen Bauzeit kommen, was zu Baukostensteigerungen führen kann. Deshalb ist die Baukalkulation eine zentrale Grundlage für die Ermittlung der Baukosten. Die Markttransparenz auf dem Immobilienmarkt ist gering, weshalb Immobilienmakler eingeschaltet werden können. Immobilien sind nur begrenzt substituierbar, ihr hohes Investitionsvolumen erfordert hohe Transaktionskosten (Kaufpreise, Notar- und Gerichtsgebühren).

## Überblick
In funktioneller Hinsicht umfasst die Immobilienökonomie z. B. das Marketing (Immobilienmarketing), das Controlling (Immobiliencontrolling), die Instrumente des Managements (Immobilienmanagement), die Projektentwicklung, die Bewertung (Immobilienbewertung) und die Steuerlehre (Besteuerung der Immobilientransaktion, die steuerliche Abschreibung, die Ermittlung des Steuerwerts von Immobilien usw.). Sie umfasst in institutioneller Hinsicht das Immobiliengeschäft der Immobilienunternehmen (englisch property companies), die indirekte Kapitalanlageform (Immobilienfonds), der Wohnungsbaugesellschaften einschließlich die Immobilienwirtschaft von sog. Nicht-Immobilienunternehmen (englisch non property companies) wie z. B. die öffentliche Hand (Immobilien des Bundes, der Länder, der Kommunen), oder die der Industrieunternehmen (Industriegebäude, Lagerung, Verwaltung usw.). Zudem umfasst die Immobilienökonomie interdisziplinäre Fächer wie das Recht (Mietrecht, Grundstücksrecht, Kaufvertragsrecht, öffentliches und privates Baurecht usw.), die Stadt- und Raumplanung, technische Fachgebiete wie Gebäudetechnik, Baukonstruktion, die Finanzierung (Immobilienfinanzierung), aber auch Fächer wie Wirtschaftsethik und Unternehmensführung.
Das Fach Immobilienökonomie kann inzwischen als Vertiefungsfach an vielen Hochschulen mit den Abschlüssen Bachelor und Master studiert werden. Berufsbegleitend bieten nur sehr wenige Immobilienakademien das Studium zum Immobilienökonom an.

## Verbände
Die Gesellschaft für Immobilienwirtschaftliche Forschung (gif) ist ein Fachverband, der sich der Förderung der immobilienwissenschaftlichen Forschung widmet. Mit über 1000 Mitgliedern ist der 1993 gegründete Verein die größte Organisation seiner Art.
Auf Europäischer Ebene besteht als Dachverband die European Real Estate Society (ERES), die wiederum Teil des Weltverbandes International Real Estate Society (IRES) ist.

## Zeitschrift für Immobilienökonomie
Die Zeitschrift für Immobilienökonomie (ZIÖ) ist die Verbandszeitschrift der gif e. V.und enthält Aufsätze aus Wissenschaft und Forschung zu allen Bereichen der Immobilienökonomie.
Die Zeitschrift für immobilienwirtschaftliche Forschung und Praxis (ZfiFP) erscheint mehrmals im Jahr mit Fachaufsätzen von Wissenschaftlern und führenden Praktikern.

## Aus- und Weiterbildung
- Immobilienkaufleute IHK: Im Rahmen der beruflichen Erstausbildung erlernen die Immobilienkaufleute die Grundlagen der Immobilienwirtschaft: Immobilienmärkte, -geschäfte, -bestand, Bauen und Finanzierung und der Kaufmännischen Steuerung und Kontrolle nebst der Wirtschafts- und Sozialkunde.
- Immobilienfachwirte IHK: Die Weiterbildung ist ein weiterer berufsqualifizierender Abschluss und erfolgt in der Regel berufsbegleitend. Schwerpunkte sind:

- Rahmenbedingungen der Immobilienwirtschaft,
- Unternehmenssteuerung und -kontrolle,
- Personal, Arbeitsorganisation und Qualifizierung,
- Immobilienbewirtschaftung,
- Bauprojektmanagement,
- Marktorientierung und Vertrieb, Maklertätigkeit

- Bachelor/Master Immobilienökonomie: Das Bachelor-Studium umfasst in der Regel die kaufmännischen Grundlagen des Immobilienmanagements sowie angrenzende rechtliche, technische und volkswirtschaftliche Einflussfaktoren. Im Master-Studium werden darüber hinaus strategische Fragestellungen behandelt, insbesondere zu Themen wie Immobilienfinanzierung, Immobiliencontrolling, Risikoanalyse und Portfoliomanagement.